# Ян Штерба
Ян Ште́рба (чеськ. Jan Štěrba, 1 червня 1981) — чеський веслувальник, олімпійський медаліст, чемпіон світу, чемпіон Європи.

## Виступи на Олімпіадах
| Олімпіада           | Дисципліна               | Місце          |
| ------------------- | ------------------------ | -------------- |
| Лондон 2012         | байдарки-четвірки        | 3              |
| Ріо-де-Жанейро 2016 | байдарки-двійки (1000 м) | 4 у фіналі «Б» |
| Ріо 2016            | байдарки-четвірки        | 3              |

1. ↑  http://www.sfgate.com/sports/article/Cal-s-Morgan-scores-2-in-U-S-soccer-win-3735984.php
2. ↑  http://www.olympic.org/canoe-kayak-flatwater-k-4-1000m-kayak-four-men
3. ↑  http://www.bbc.com/sport/olympics/2012/medals/athletes/4e32650b-4a5b-417d-b558-7fff994d3143